# Ramón Saldias
Ramón Saldias (Bidarte, Iparralde, 1938 -) és un director de cinema, director de fotografia i guionista basc.

## Biografia
Saldias va néixer en Bidart però la seva família es va traslladar a Sant Sebastià a conseqüència de la Segona Guerra Mundial. Sent adolescent, amb 14 anys, va començar a experimentar amb dibuixos animats bàsics i el cinema experimental després de comprar la seva primera càmera Pathé Baby de 9.5 mm.
En l'època que va viure a Canàries va treballar en la televisió local. És el fundador de la productora Aske Film i per mitjà d'aquesta ha realitzat diversos documentalés, pel·lículas i anuncis.

## Carrera
El treball de Saldias comença amb les proves que va fer pel seu compte en l'adolescència. De simples dibuixos animats fets a mà i el cinema experimental va passar a realitzar anuncis i documentals, i més endavant, muntatge de pel·lícules, documentals turístics, etcètera.
Va ser corresponsal de Cinedis i va fer alguns treballs per a Televisió Espanyola. Més endavant, va fundar la productora Ikastor Films amb Jesús Almendros, José Luis Arza i José Manuel Gorospe a Sant Sebastià. El primer treball del curs va ser Miradas (1969). El curtmetratge, dirigit per Jesús Almendros, i amb Saldias com a director de fotografia, va rebre el Premi del Institut de Cultura Hispànica al Festival Internacional de Cinema de Sant Sebastià. Posteriorment, van produir Tiempo de África (1969) i Estropada Berria (1970).
Pel 1969 va treballar de muntador a Estudios Castilla, a Madrid. Per motius laborals, Saldias i els seus companys de Ikastor es van traslladar a viure a Canàries, donant fi a la seva etapa en aquesta productora.
En 1970 va ser director de fotografia a la pel·lícula Contactos de Paulino Viota. Aquest va ser el primer treball de Saldias en una pel·lícula comercial llarga. El segon, va ser a Ópalo de fuego la pel·lícula de Jesús Franco en 1980. La direcció de fotografia d'aquest film s'atribueix a Gérard Brisseau però, segons Saldias, a conseqüència d'un enfrontament amb el director, aquest va posar malament el seu nom, "Zaldia", i va afegir un altre parell de noms.
El 1973, funda la productora Aske Films a Las Palmas de Gran Canaria i a través d’ella, el 1979, filma la seva primera pel·lícula, El camino Dorado. Aquesta pel·lícula basada en el material que va recopilar en fer un documental sobre alcohòlics no va obtenir un gran èxit per problemes amb la distribució. Es va presentar en la Secció de Nous Realitzadors del Festival Internacional de Cinema de Sant Sebastià aquest mateix any. En 2019, per a celebrar el 40 aniversari de la seva estrena, la secció Canàries Cinema del 19è Festival Internacional de Cinema de Las Palmas de Gran Canària va homenatjar aquesta primera pel·lícula canària de distribució internacional.
En 1980, quan vivia a les Illes Canàries, va rodar Karate contra mafia. Aquesta pel·lícula rodada en una setmana a Las Palmas, va ser la primera pel·lícula de karate d’Europa. Anys més tard del seu estreño ha guanyat un cert estatus arran d'un premi que del festival de cinema CutreCon. En duplicar l'única còpia que existia la van salvar de desaparèixer, ja que es va cremar en l'última projecció.
En 1998, va realitzar una sèrie de animació basat en un curt seu, El chou de Cho-Juaa. Televisió Espanyola no la va comprar perquè no s'entenia l'accent canari dels personatges però sí que es va emetre en el circuit de Canàries d'Antena 3 Televisió; a Mèxic i a Sud-àfrica, traduït a l'anglès i amb un altre nom.

## Premis
- Premi honorífic Jess Franco (CutreCon, 2015): per la pel·lícula Karate contra màfia.

En honor a Ramón Saldias, la CutreCon ha creat en 2018 el premi "“Xa-Di-Ah", a l'aportació al cinema "“Sah-Di-Ah", a l’aportació al cine tronat.

## Filmografia principal

### Director de fotografia
- La caja (2006)
- España, una fiesta (1985)
- Bernegal (1978)
- El chou de Cho-Juaa (1978)
- Fuerteventura, playa dorada (1977)
- Al sur de Gran Canaria (1976)
- Insólito Lanzarote (1976)
- Estropada berria (1973)
- Lanzarote (1971)
- Contactos (1970)
- Miradas (1969)

### Director i guionista
- El despiste de Cho-Juaa (1996)
- Kárate contra La mafia (1980)
- El camino dorado (1979)
- Bernegal (1978)
- El chou de Cho-Juaa (1978)
- Póker de sol (1971)